# Hans Knipp
Hans Knipp, geboren als Hans Rudolf Knipp (Keulen-Mülheim, 10 mei 1946 - Altenkirchen, 2 december 2011) was een Duitse componist en tekstschrijver in het Keulse dialect.

## Jeugd en opleiding
In 1956 leerde hij zichzelf gitaarspelen als leerling van het Keulse Humboldt-gymnasium. Zonder diploma verliet hij het gymnasium en besefte, dat hij niet zou kunnen wennen aan vaste werktijden.

## Carrière
Hij leende bij zijn tante 250 Deutsche Mark en kocht een bandrecorder, waarop hij zijn eerste composities met gitaarbegeleiding opnam, die hij in 1967 aanbood bij de Keulse muziekuitgeverij Hans Gerig. Daar ontmoette hij de daar werkzame componist Heinz Korn, die hem aanraadde om naar het platenlabel Cornet Records van muziekproducer Heinz Gietz te gaan. Deze koos het nummer Mir schenke dä Ahl e paar Blömcher, dat in december 1969 in de oorspronkelijke uitvoering van Wolfgang Vaupel op de markt kwam. Pas de coverversie door Lotti Krekel die in januari 1970 uitkwam werd breder verspreid. Geluidsman van Cornet Records Wolfgang Hirschmann zag de mogelijkheden van Ne Besuch em Zoo in. Het werd in december 1969 voor Horst Muys in duet met Lotti Krekel een verkoopsucces met meer dan 100.000 verkochte exemplaren in drie maanden.

## Samenwerking met de Bläck Fööss
De grootste afnemer van zijn composities over het Keulse milieu, de Rijnlandse mentaliteit en het kleinburgerlijke dagelijks leven, werd de Keulse dialectgroep Bläck Fööss met meer dan 100 nummers, waarmee Knipp in contact kwam via Hartmut Pries, toen deze nog onbekend waren. Ook deze groep kwam in 1971 naar het Cornet-label, nadat hun eerste single bij Electrola flopte. Zijn eerste compositie voor de groep, Mir drinken us einer Fläsch, werd de A-kant van hun in 1971 verschenen tweede single. Knipp zorgde met Mer losse d'r Dom en Kölle (1973) voor een van de vaste liederen van het Keulse carnaval. Oorspronkelijk als kritiek op de saneringspolitiek van de stad Keulen bedoeld, wordt het nummer vaak als hommage aan de Dom van Keulen gezien. In Lange Samstag en d'r City (1977) zingt de groep over een koopzaterdag met kleinkinderen. Bij zijn nummers voor de Bläck Fööss sloot hij zich bij de artistieke verscheidenheid van deze band aan met Buuredanz, Ming eetste Fründin, Mer bruche keiner en Unsere Stammbaum.
Voor Fips Asmussen schreef hij in 1976 de parodie Ein Korn im Feldbett. Ook voor Die Paveier schreef hij liedjes (Doktor, Doktor en Heut brennt mein Iglu (1986), Buenos Dias Matthias (1987). De Kolibris kregen Wenn die Jecke widder trecke (1991). Zijn grootste Hoogduitse succes was de tekst van de titelmelodie Wartesaal der Träume van de ZDF-tv-serie Die Weltings vom Hauptbahnhof van de Höhner, die voor de eerste keer werd uitgezonden in april 1994.

## Onderscheidingen
In totaal heeft Knipp meer dan 870 nummers voor bekende Keulse artiesten en vele grootheden van het Keulse carnaval geschreven. Hij werd in 1986 onderscheiden met de gouden Willi Ostermann-medaille. In 1998 ontving hij de KölnLiteraturPreis. De Kreissparkasse Keulen bracht in 1991 en 2005 in haar reeks Kölsche Evergreens telkens een cd uit met liederen van en deels met Hans Knipp.

## Privéleven en overlijden
Knipp, die met zijn composities niet rijk werd, overleed op 2 december 2011 op 65-jarige leeftijd aan een hartstilstand in Altenkirchen. Hij werd bijgezet bij Steimel.
- Gemeinsame Normdatei: 134429540
- International Standard Name Identifier: 0000 0001 3185 2562
- MusicBrainz: 6024c9cb-9d51-4099-8910-f297cfaa972c
- Virtual International Authority File: 79619304
- WorldCat: E39PBJrCb8m8qfk6XTQbq6JhpP